# John Bowis
John Crocket Bowis (* 2. August 1945 in Brighton) ist ein britischer Politiker (Conservative Party). Von 1987 bis 1997 war er Mitglied des britischen Unterhauses und von 1999 bis 2009 Europaabgeordneter. 

## Werdegang
Bowis besuchte die Tonbridge School und erlangte 1966 den Master of Arts in Philosophie, Politik und Wirtschaft am Brasenose College der Universität Oxford. Danach arbeitete er zunächst als Tutor am Cumberland Lodge. Später war er unter anderem als Kampagnenleiter für die National Federation of Small Businesses und die British Insurance Brokers Association tätig.
Von 1982 bis 1986 gehörte Bowis dem Council des Royal Borough of Kingston upon Thames an, wo er sich unter anderem als Vorsitzender des Bildungsausschusses engagierte. 
Bei der britischen Unterhauswahl 1987 gewann Bowis ein Mandat im Wahlkreis Battersea. 1992 wurde er wiedergewählt. Von 1993 bis 1996 war er Gesundheitsminister und 1996/1997 Verkehrsminister. 1997 verlor er seinen Sitz an die Labour Party. 
Von 1997 bis 1999 war Bowis als Politikberater für die Weltgesundheitsorganisation tätig.
1999 kandidierte Bowis erfolgreich für London bei der Europawahl. Im Europäischen Parlament gehörte er zur Fraktion der Europäischen Volkspartei. Er war Parteisprecher für Umweltfragen, Gesundheit und Verbraucherschutz. Von 1999 bis 2002 amtierte er als stellvertretender Vorsitzender der Delegation in den Parlamentarischen Kooperationsausschüssen EU-Kasachstan, EU-Kirgisistan und EU-Usbekistan sowie für die Beziehungen zu Tadschikistan, Turkmenistan und der Mongolei. 2004 wurde er erneut in das Europäische Parlament gewählt. Von 2004 bis 2009 gehörte er dem Vorstand der Fraktion der Europäischen Volkspartei an. Er war unter anderem Mitglied im Ausschuss für Umweltfragen, Volksgesundheit und Lebensmittelsicherheit und Mitglied der Delegation für die Beziehungen zu dem Palästinensischen Legislativrat.

## Auszeichnungen
- 1981: Officer of the Order of the British Empire (OBE)[3]
- 2003: Ehrenmitglied des Royal College of Psychiatrists
- 2009: Ehrenmitglied des Royal College of Physicians[4]